# رمزي نجار
رمزي جورج نجار (1952 - 19 نوفمبر 2020) هو إعلامي وكاتب وأستاذ أكاديمي لبناني، يُعد من رواد علم التواصل السياسي والإعلانات التلفزيونية في الوطن العربي، وظهر اسمهُ في مجال الإعداد والتلفزيون بعد إنتاجه لبرنامج «المميزون» الثقافي.

## حياته
وُلد رمزي جورج نجار في بيروت عام 1952، وشقيقه هو الكاتب التلفزيوني والمُنتج مروان نجار. يُذكر أنَّ رمزي نجار متزوج من السيدة ليلى مرعب مرعب، ولديه ابنين الدكتور مازن نجار والمهندس غسان نجار. حصل رمزي على درجة البكالوريوس في الأدب المقارن والتربية ودرجة الماجستير في الاتصال الجماهيري من الجامعة الأمريكية في بيروت. بدأ مسيرته أستاذًا أكاديميًا، ثم انتقل بعدها إلى مجال الإعلان والتسويق، حيث أسس شركته الخاصة في لبنان عام 1992 ضمن شراكةٍ مع شركة ساتشي آند ساتشي العالمية. كان رمزي أيضًا رائدًا في مجال الإعداد والتلفزيون، وظهر اسمه في هذا المجال بعد إعداد وإنتاج برنامج «المميزون» التلفزيوني الثقافي الذي لاقى انتشارًا واسعًا في لبنان والدول العربية.
أجرى رمزي النجار عددًا من الدراسات في مجال صناعة الإعلانات، وكانت منها وضع الميثاق الأخلاقي الذي أُدرِج في النظام الأساسي لنقابة وكالات الإعلان في لبنان. كما تولى سابقًا رئاسة فرع لبنان لرابطة الإعلانات الدولية [الإنجليزية]، وشارك في تأسيس كلية الإعلان في الأكاديمية اللبنانية للفنون الجميلة في جامعة البلمند. أسس في عام 2002 شركةً للاستشارات في مجال التواصل الإستراتيجي اسمها (Strategic Communication Consultancy).‏
ألّف عددًا من الكُتب في الفلسفة والسياسية والدين، ومنها:
- «الفلسفة العربية عبر التاريخ» الذي صدر في عام 1977 باللغة العربية.[6]
- «وجهة نظر وسفر: الإعلام، التواصل والربيع العربي» الذي صدر في مايو (أيار) 2012 باللغة العربية.[7] (ردمك 9789953743332)
- «الحركة والسكون: الإعلام والقضاء» الذي صدر في أبريل (نيسان) 2016 باللغتين العربية والإنجليزية (بالإنجليزية: The Right Not to Remain Silent)‏.[3] (ردمك 9786144385852)
- «فكر على ورق - نحبّر لنعبّر» الذي صدر في نوفمبر (تشرين الثاني) 2018 باللغة العربية.[8]

## وفاته
تُوفي في مستشفى رزق ببيروت بتاريخ 19 نوفمبر (تشرين الثاني) 2020 ميلاديًا عن عمرٍ ناهز 68 عامًا؛ وذلك بسبب إصابته بمرض كورونا 2019 (كوفيد-19). نعاه عددٌ من الشخصيات، ومنهم سعد الحريري وسمير جعجع وفؤاد السنيورة وسامي الجميل ونجيب ميقاتي وشربل نحاس وجورج عطا الله ومنال عبد الصمد ومي شدياق. كما نعته الدائرة الإعلامية في حزب القوات اللبنانية. نعاه أيضًا عددٌ من النجوم اللبنانيين، ومنهم الفنان زين العمر والممثل وسام صباغ والممثل مازن معضم، بالإضافة للمطرب راغب علامة وإليسا وغيرهم.
نعاه أخوه مروان نجار بتغريدةٍ عبر تويتر «شقيقي الأصغر والكبير ذلك المارد "المميّز" الجميل رمزي صِرنا بلا حكمته وحنانه أقفرت دنياي. فبأيّ ذكاءٍ، بأيّ نفاذ رؤية وبُعد رؤيا، بأيّ سحرٍ وخبر سعيد بقي لي أن أفرح الآن؟».